# Богдановка (Астрадамовское сельское поселение)
Богдановка — деревня в Сурском районе Ульяновской области. Административно подчинена Астрадамовскому сельскому поселению.

## География
Богдановка расположена на севере Ульяновской области на границе с Чувашией в 28 км от районного центра Сурское. Вблизи расположены крупные села Большой Кувай и Малый Кувай. На речке Богдановка и протекающей рядом речки Кувайка. Рядом находится крупный лесной массив.

## История
Деревня основана в 1920-х годах жителями из другой деревни Богдановка.
В 1930 году деревня Богдановка входила в Большекувайский с/с Сурского района Средне-Волжского края.

## Население
- В 1930 году в 35 дворах жило 174 человек[3].

- На 2010 год - 0.